# International School Bangkok
Die International School Bangkok (Thai: โรงเรียนสถานศึกษานานาชาติ, ISB) ist eine internationale Privatschule in Thailand.

## Lage
Die International School Bangkok liegt nicht, wie der Name suggerieren soll, in der thailändischen Hauptstadt Bangkok, sondern im gut 20 km nördlich der Innenstadt gelegenen Vorort Pak Kret (Provinz Nonthaburi). Dort stehen auf einem etwa 14 ha großen Gelände (Nichada Thani) die Schulgebäude und Anlagen der zahlreichen Aktivitäten, die für den Schulalltag vorgesehen sind.

## Schulalltag
Durch die zentrale Lage begünstigt lässt sich das Schulgelände von vielen Schülern zu Fuß oder per Fahrrad erreichen. Auf dem Schulgelände befinden sich zahlreiche Sportanlagen für Basketball, Fußball, Badminton, Golf Tennis und Volleyball.

## Geschichte
Die International School Bangkok wurde 1951 an der Rajadamri-Straße in Bangkok gegründet und ist damit die erste Privatschule von Thailand. Zunächst waren 50 Kinder aus amerikanischen und UN-Haushalten an der Schüler gemeldet, die einen englischsprachigen Unterricht genießen sollten. 1960 zog die Schule in die Sukhumvit-Straße, Soi 15. Wenig später eröffnete man an der Vibhavadi-Rangsit-Straße ein zweites Schulgelände, das aber nach dem Abzug der US-amerikanischen Truppen Mitte der siebziger Jahre wieder geschlossen wurde.
1992 schließlich zog die Schule an ihren gegenwärtigen Standort, der für etwa 18 Millionen Euro errichtet wurde und sich selbst trägt.

## Absolventen
- Robert A. Goodbary (* 1960) – Generalmajor der US-Armee[2]
- William Ting (* 1965) – früherer Chef der Redwood Securities.
- William E. Heinecke (* 1967) – thailändischer Unternehmer amerikanischer Herkunft, Chef von Minor International und Minor Food Group (Hotels und Schnellrestaurants)
- Pamela J. H. Slutz (* 1967) – US-amerikanische Diplomatin
- Ho Kwon Ping (* 1969) – singapurischer Unternehmer, Gründer von Banyan Tree Hotels & Resorts
- Michael Young (* 1970) – US-amerikanischer Schauspieler und Fernsehmoderator
- Charles Leavitt (* 1970) – US-amerikanischer Drehbuchautor (The Sunchaser, The Mighty, K-PAX, Blood Diamond)
- Richard Powers (* 1975) – US-amerikanischer Schriftsteller, Pulitzer-Preis-Finalist[3]
- Madolyn Smith Osborne (* 1975), US-amerikanische Schauspielerin (Urban Cowboy, Solo für 2, The Caller, Funny Farm)
- Timothy F. Geithner (* 1979) – US-amerikanischer Ökonom, Finanzminister der Vereinigten Staaten
- Thant Myint-U (* 1983) – birmanisch-amerikanischer Historiker, Enkel von U Thant, dem ehemaligen Generalsekretär der UN
- Rob McKenna (* 1984) – US-amerikanischer Jurist, Generalanwalt des Staates Washington
- Mary-Louise Parker – US-amerikanische Schauspielerin (Engel in Amerika, Weeds)
- Tammy Duckworth (* 1985) – US-amerikanische Politikerin, Kongressabgeordnete aus Illinois
- Ivrin Osathanond („Charm“) (* 2005) – thailändische Schönheitskönigin (Miss Thailand Universe 2006)
- Sarunrat Visutthithada („Lydia“) (* 1987) – thailändische Pop-Sängerin